# Václav Neumann
Václav Neumann (Praga, 29 de septiembre de 1920 – Viena, 2 de septiembre de 1995) fue un director de orquesta, violinista y violista checo. Fue muy prestigioso como intérprete de los compositores de su país (especialmente de la obra de Bedřich Smetana, Antonín Dvořák, Bohuslav Martinů y Miloslav Kabeláč).

## Vida
Neumann nació en 1920 en Praga. Comenzó su formación musical en el Conservatorio de Praga. Recibió clases de violín de Josef Micka y de dirección orquestal con Pavel Dědeček y Metod Doležil. 

## Carrera
Cofundó el Cuarteto Smetana, del que fue primer violín entre 1945 y 1947, fecha a partir de la cual fue sustituido por Jiří Novák. 

### Como director de orquesta
Como director de orquesta tuvo sus primeros puestos importantes en Karlovy Vary y en Brno. 
De 1956 a 1964 dirigió la Ópera Cómica de Berlín (Komische Oper Berlin). 
De 1964 a 1968 fue director de la Orquesta de la Gewandhaus de Leipzig.  En agosto de 1968 las tropas del Pacto de Varsovia invadieron Checoslovaquia y Neumann renunció en Leipzig, en señal de protesta. Regresó a Praga. 
De 1968 a 1990 fue el director principal de la Orquesta Filarmónica Checa. Sucedió a Karel Ančerl que también había dimitido como protesta. A partir de 1990, fue nombrado director honorario de esta orquesta. Preocupado por el futuro político y cultural de su país, dirigió la Novena Sinfonía de Beethoven con motivo de la Revolución de Terciopelo de 1989.
Actuó como invitado especial en los países germánicos e hizo algunas apariciones en la Ópera Estatal de Viena (Rusalka). Efectuó numerosas giras y grabaciones, ganando numerosos galardones.

### Como profesor
Neumann impartió clases de dirección orquestal en la Academia de Interpretación de las Artes de Praga (Akademie múzických umění v Praze) donde tuvo como alumnos, entre otros, a Oliver von Dohnányi y a Vítězslav Podrazil.

## Premios y reconocimientos
- En 1977 fue nombrado Artista nacional (Národní umělec) de Checoslovaquia.
- En 1977 recibió el Premio Nacional de la República Democrática Alemana (Nationalpreis der DDR).
- En 1982 le fue entregada la Medalla de oro de la Sociedad Internacional Gustav Mahler.
- En 1991 recibió la condecoración de la Orden de Tomáš Garrigue Masaryk, clase III, de Checoslovaquia.

## Grabaciones
Neumann siempre se distinguió por su defensa del repertorio checo. En 1962 grabó por primera vez la ópera cómica de Leoš Janáček Las excursiones del señor Brouček a la Luna y al siglo XV (título original: «Výlet pana Broučka do Měsíce/Výlet pana Broučka do XV. století»). Aparte de la música sinfónica y operística de este compositor, tienen gran prestigio sus grabaciones de las sinfonías de Dvořák y Martinů que realizó con la Filarmónica Checa. También defendió el repertorio checa del siglo XX, incluyendo a Miloslav Kabeláč y Vladimir Sommer.
Sin dejar de lado los compositores clásicos, ha defendido la música de Ludwig van Beethoven y Mahler que fue uno de los artistas más brillantes de Europa Central. Además de sus dos integrales grabadas con la Orquesta Filarmónica Checa (1976-1982 Supraphon y entre 1992 y 1995 por la firma japonesa Canyon), grabó en el estudio la quinta, la sexta, la séptima y la novena con la Orquesta Gewandhaus Leipzig. Una versión magnífica de Das Lied von der Erde grabada en 1983 por la Radiodifusión Checoslovaca, con Christa Ludwig, Thomas Moser y la Filarmónica Checa muestra también su afinidad con Mahler.
La firma Supraphon también publicó numerosas grabaciones realizadas al inicio de su carrera, sobre todo con la Orquesta Sinfónica de Praga y la Orquesta Filarmónica de Brno, en los años 1950-60. Neumann dirige a Chaikovski, Grieg, y compositores inusuales como Olivier Messiaen y Albert Roussel. 